# 教育漫话
《教育漫话》（英语：Some Thoughts Concerning Education）是1693年出版的一本教育著作，作者是英国哲学家约翰·洛克。这是几个世纪以来英国最重要的一本教育哲学著作。在18世纪，这本书几乎被翻译成所有重要的欧洲语言，而洛克以后的几乎每一位欧洲教育家，包括让-雅克·卢梭，都承认这本书的价值和影响。
洛克在他的《人类理解论》（An Essay Concerning Human Understanding，1690年）一书中，概述了一种新的精神哲学，主张儿童的意识是一块白板，不存在先天的观念。在《教育漫话》中，洛克进一步加以说明，如何使用三种不同的方式来进行教育：发展健康的身体；形成善良的德行；以及选择一种适当的学术课程。
虽然洛克写作此书原本只是作为一位贵族朋友的“一些思考”，但是，由于他的教育原则同样激起了妇女和下层社会追求与贵族同样的德行的渴望，洛克的建议最终产生了远比他最初的写作意图要深远得多的影响。

## 历史背景
洛克无意于形成一套独特而完整的教育哲学体系，而是在介绍他自己的思想的同时，似乎在故意地尝试推广17世纪的一些教育改革。约翰·伊夫林、约翰·奥布里（John Aubrey）、John Eachard和约翰·弥尔顿等英国作家先前都曾经提倡过“类似的课程与教育方法的改革”，但是都未能获得广泛的支持。奇怪的是，尽管洛克声称贯穿他的著作是一本革命性的著作，但是纳森·塔尔科夫（Narthan Tarcov）指出：“洛克经常明确地反对将他的建议应用于‘通常’、‘共同’、‘普通’或‘一般’的教育。”
由于英格兰变得日益重商主义和世俗主义，学院中所提倡的文艺复兴的人文主义教育价值观已经被许多人看为不切实际。在弗兰西斯·培根之后，知识分子形成了挑战古典权威的传统，改革者如洛克，以及后来的陶德瑞，反对剑桥大学和牛津大学的以下命令：“所有学士和在校学生，在辩论中应当将各种作者放在一边，因为他们在学校内引起了许多争执与冲突，只能遵循亚里斯多德和他的辩护者，以及采用其议题者，必须排斥那些引起争议的和 和空洞的，不符合古典和真正的哲学的议题”。越来越多的父母开始让他们的儿子接受实用教育，例如新兴科学、数学和现代语言，而不是用所有的时间来攻读希腊文和拉丁文课本。这些父母希望他们的儿子准备好适应变化中的经济，适应在他们周围形成的新的世界。

## 文本
英格兰萨默塞特郡的爱德华·克拉克就是这些父母中的一位。1684年，他邀请朋友约翰·洛克，对他的儿子和继承人小爱德华的教育提出建议，洛克写了一连串书信作答，后来《教育漫话》一书就是以此为基础。直到1693年，克拉克和另一位朋友威廉·莫利纽兹鼓励洛克出版，说，他事实上已经发表了这些文章；不过洛克对将该书公诸于众还是感到“羞怯”，于是决定匿名出版该书。 
洛克在去世之前，曾经修订、扩充该书达5次之多，但是他并未彻底改变“熟悉和友好的写作风格”。在“前言”中，塔尔科夫提醒读者该书低微的起源：它原本只是一系列信件，否则有可能出现“爱管闲事”的情况。塔尔科夫称洛克将他的读者当作朋友，希望得到善意的回应。

## 教育理论
洛克在《人类理解论》和《教育漫话》的主要观点中，有两点对于18世纪的教育理论发挥了决定性的作用。第一点是教育塑造人，如同洛克在他的论著开头所写：“我想我可以说在我所遇见的所有人中，他们十分之九的情形：善或恶，有用与否，都是由于他们所受的教育。”。洛克在对于人的观点上，既反对圣奥古斯丁的人性原罪概念，也反对笛卡尔的人类天生了解基本逻辑命题的天赋观念。洛克在《人类理解论》中，假定人的意识是“空白”的，如同一块“白板”，等待用经验来“填充”。洛克利用柏拉图的《泰阿泰德篇》中使用的术语来描述意识，认为意识类似于一块“蜡板”。虽然洛克大力提倡“白板”意识理论，不过他也相信天生的才能和兴趣。例如，他忠告父母们要小心照管子女，以便发现他们的“性向”（aptitudes），培育孩子们自身的兴趣，而不是强迫他们参加他们不喜欢的活动—“因此，他认为对儿童应该认真研究他们的天性和能力倾向，通过经常的试验，明白是什么能够轻易地改变他们，他们会变成怎样，观察他们原本的储备是如何，然后如何加以改进，以及适合从事什么”。
洛克对18世纪教育理论的第二项重要贡献同样来源于他自己的理论。他写道：“在稚嫩的婴儿期，很小的、几乎没有知觉的印象，将会产生非常重要的和持久的后果。”这就是说，在年幼时发生的联想比成熟时更加有意义，因为它们构成自我的基础：它们在“白板”上刻下了标记。在《人类理解论》中，洛克首次引进了联想理论，他警告不要让“一个愚蠢的女仆”使孩子相信黑暗与“小鬼和精灵”有关，因为“此后黑暗将会一直与那些可怕的想法相联系，并且联系得非常紧密，这对孩子是比其他的事情更加难以承受的”。
洛克强调经验对于意识形成的作用，关注失实联想，导致许多人将他的心理理论归类为倾向于被动而不是倾向主动，但是正如尼古拉·乔利（Nicholas Jolley）在他的洛克哲学理论导论中指出，这是“对洛克最吹毛求疵的误解之一”，他和塔尔科夫都指出，洛克的著作充满了对知识的主动寻求和对公认观点的反思；事实上，在本质上，洛克是挑战天赋观念说的。

### 身体与精神
洛克忠告父母要在开始接受学术课程之前，小心地养成儿童的身体“习惯”。许多学者评论说，由于洛克受过正规的医学训练，《教育漫话》开始于讨论儿童的身体需要，并不令人感到惊讶，这一看来简单的革新，已经被证明是洛克最持久的遗产之一——西方的儿童养育手册仍然由食物和睡眠的话题所支配。洛克引用尤维纳利斯的讽刺诗集—“有健康的身体才有健康的心灵”，使父母们确信：应当首先注意孩子的健康。洛克坚信，儿童在年幼时应该习惯于艰苦的条件，例如年龄稍长时，就要适应寒冷的温度：“无论冬天或夏天（洛克所强调的重点），儿童都不应该穿戴得太多太暖和”，他认为，这是因为“身体能够忍耐从一开始就习惯的任何事”。此外，为了预防儿童受凉感冒，洛克建议“每天要在冷水中洗脚”，而且鞋子要薄得容易渗漏，随时都会进水（洛克所强调的重点）。洛克说，如果儿童习惯于穿潮湿的鞋子，一次突然的阵雨淋湿了鞋子，就不会使他们感冒。这些建议（无论赞成与否）广受欢迎，例如在18世纪中叶英格兰第一部畅销儿童书，纽伯瑞（John Newbery）的书中，就到处可见。洛克还对从睡亚麻床到食物再到睡眠养生的话题，都提出了特别的忠告。

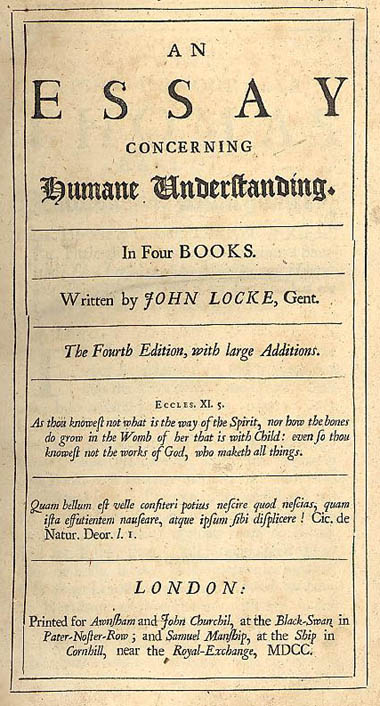
人类理解论

### 德行与理智
洛克将大半部《教育漫话》用于解释如何向儿童灌输德行。他将德行定义为自我克制与理性的结合：“一个人能够克制他自己的愿望，牺牲他自己的倾向，完全遵循理智的指向，尽管欲望倾向于其他的方向”。未来的品德高尚的成人。将不仅能够进行自我克制，而且认识理性的轨道。洛克确信儿童在早期就能进行推理，父母们应当将他们作为理性生物来对待。此外，他认为父母们首先应当努力培养子女一种理性思维的习惯。洛克不断强调习惯比规则更重要—儿童应该习惯于道德推理的内化，而不是记住一整套禁令。这种对理性和习惯的关注，与洛克在《人类理解论》所关心的两点相一致。在《人类理解论》中，洛克一再哀叹大多数的不合理与无能，由于风俗的权威，而改变或丧失长期持有的信仰。他解决这一问题的尝试是，不仅将儿童视为理性生物，而且创造一个基于尊重与耻辱，而不是基于奖励与惩罚的训练机制。对于洛克，糖果之类的奖励和责打之类的惩罚，使儿童变成了感觉主义者而不是理性主义者；这样的感觉唤起激情而不是理智。他认为“这样一种“奴隶的纪律”产生出“奴隶的性情”。
洛克忠告父母们将其子女视为理性生物，理解其正确的含义非常重要。
最后，洛克希望儿童尽快、尽可能地长大成人。正如他在《教育漫话》中所说，“对世界唯一的保护是彻底地认识它，年轻的绅士应当按照他们能够承受的程度逐渐进入，越早越好。”在《政府论》(1689)中，他主张 教育子女和代理他们是父母的责任，因为孩子们，尽管他们年轻时有能力进行推理，却不是一贯如此，经常是失去理智；这是父母的责任：教育子女成为理性的成人，使他们不必总是被父母所束缚。

### 学术课程
在《教育漫话》中，洛克没有花许多时间去描述课程的细节；相反，他更为关心使他的读者确信教育是关于灌输德行以及今天西方教育家所称的审辩式思维能力。洛克坚持父母或教师必须首先教给孩子“如何”去学习并且喜爱学习。教师“应当记住”他的任务不是把世上可知的东西全部教给儿童，而是唤起他们对知识的爱和尊重，并教给他们学习和提高自己的正确方法。洛克对于他所认为有价值的课程，只是进行了少数的提示。他对于将漫长的时间浪费在学习拉丁文上表示悲哀，认为应该首先教会儿童能够说、写好他们的本国语言。洛克的大部分建议是基于类似的效用原理。例如，他认为，儿童应该学习绘画，因为这对他们的出国旅行有帮助（记录下他们所访问的地方），但是他认为，诗歌和音乐是浪费时间。洛克也站在科学革命的前沿，提倡教授地理学、天文学和解剖学。洛克的课程建议反映了与经院哲学人文主义的决裂，以及新教育类型的出现—不仅强调科学而且强调应用的职业训练。洛克还建议，每个男孩都应该学习一门生意。洛克的教育学观念标志着在18世纪和19世纪新的中产阶级气质支配英国的开始。

## 性别
洛克写作教育漫话

## 继承与遗产

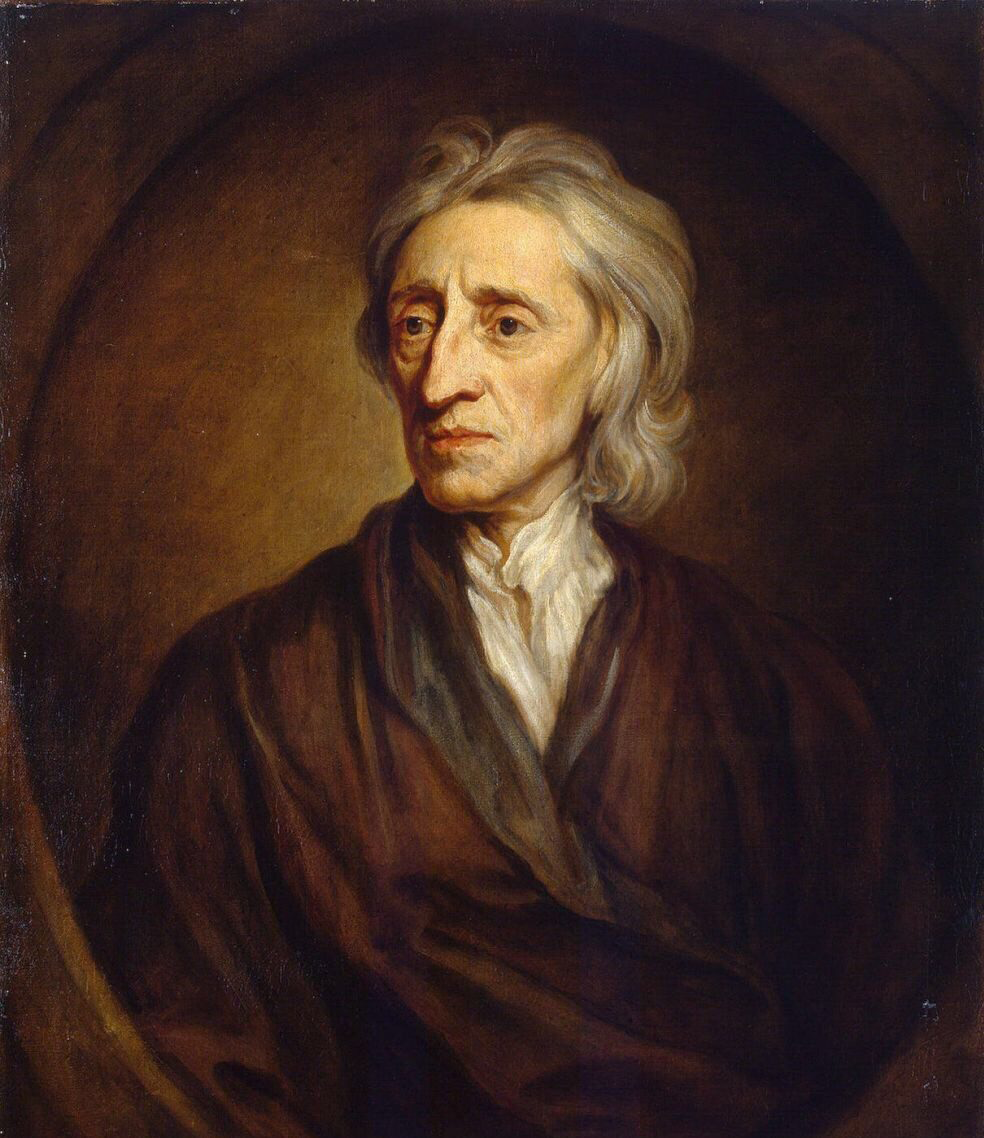
约翰·洛克像

洛克的《教育漫话》和卢梭的《爱弥儿》（1762年）同为18世纪教育理论的经典文献。在英国，该书被认为整个世纪教育理论的权威著作。因此，一些评论家主张，《教育漫话》可以与《人类理解论》竞争，列入洛克最有影响的著作之列。一些与洛克同时代的人，例如17世纪德国哲学家、数学家戈特弗里德·莱布尼茨，甚至认为《教育漫话》对欧洲社会的冲击超过了《人类理解论》。
洛克的《教育漫话》极为畅销。单单在18世纪，《教育漫话》至少出版了53版：英语25版、法语16版、意大利语6版、德语3版、荷兰语2版、瑞典语1版。它也被小说所引用
John Cleverley 和D. C. Phillips 将洛克的《教育漫话》视为教育理论中“环境论”传统的开始。洛克的著作出版以后，